# Вила-Нова-да-Раинья (Азамбужа)
Вила-Нова-да-Раинья (порт. Vila Nova da Rainha) — населённый пункт и район в Португалии, входит в округ Лиссабон. Является составной частью муниципалитета Азамбужа. По старому административному делению входил в провинцию Рибатежу. Входит в экономико-статистический субрегион Лезирия-ду-Тежу, который входит в Алентежу. Население составляет 710 человек на 2001 год. Занимает площадь 24,06 км².
Покровителем района считается Святая Марта (порт. Santa Marta).